# Tripogon chinensis
Tripogon chinensis là một loài thực vật có hoa trong họ Hòa thảo. Loài này được (Franch.) Hack. miêu tả khoa học đầu tiên năm 1903.